# Xylocoris pilipes
Xylocoris pilipes är en insektsart som beskrevs av Kelton 1976. Xylocoris pilipes ingår i släktet Xylocoris och familjen näbbskinnbaggar. Inga underarter finns listade i Catalogue of Life.